# RubyMine
«RubyMine» — комерційне інтегроване середовище розробки для розробки програмного забезпечення на Ruby та Ruby on Rails від компанії «JetBrains». RubyMine був створений на основі платформи IntelliJ IDEA від того ж виробника.
RubyMine забезпечує інтелектуальне доповнення початкового коду Ruby та Ruby on Rails code, аналіз коду на льоту та підтримку рефакторингу для проектів Ruby та вебзастосунків, побудованих з Ruby on Rails. Програма підтримує популярні бібліотеки, використовувані додатків на Ruby (в тому числі Bundler, RSpec, Shoulda, Cucumber, Git).